# 旌孝坊
旌孝坊又名孝子黄芮坊，位于中国安徽省黄山市歙县郑村镇潭渡村。
旌孝坊建于明弘治十三年（1488年）。高11.7米，四柱三间三楼，上书“恩光”字样，无雕刻。这是一座孝子坊，用于旌表唐末著名孝子黄芮的事迹，包括割股治疗继母，又终身为父亲守墓，墓旁长出灵芝和连理。贞元十九年（803年）下诏旌表。
2019年3月28日，旌孝坊公布为第八批安徽省文物保护单位。